# Vestralp
Vestralp (Latijn: Vestralpus; 4e eeuw) was hertog van de Bucinobanten, een Alemaanse stam.
Vanuit Zwaben, dat aan het Romeinse Rijk grensde, werden herhaaldelijk invallen gedaan in Romeins gebied. In 359 sloot de latere Romeinse keizer Julianus bij Mainz aan de Rijngrens een vredesverdrag met de Alemaanse hertogen, Vestralp, Makrian, Hariobaud, Ur, Ursicinus en Vadomar, na teruggave van gevangenen.